# Synagoga w Borku Wielkopolskim
Synagoga w Borku Wielkopolskim – synagoga mieściła się przy obecnej ulicy Kilińskiego, dawniej Żydowskiej. Był to okazały budynek wybudowany w XIX wieku. Na początku okupacji hitlerowskiej została zdewastowana i wkrótce potem rozebrana przez hitlerowców. Według innej wersji to Polacy rozebrali bóżnicę.